# Ти Рекс
„Ти Рекс“ (на английски: T. Rex) е британска рок група, създадена през 1967 година от вокалиста, автор на песни и китарист Марк Болан.
Групата е формирана като „Тиранозавър Рекс“ (Tyrannosaurus Rex). Издава 4 фолклорни албума с това име. По-късно продуцентът на групата предлага на Болан тя да се казва Ти Рекс (T. Rex).
През 1970-те години групата постига успех със своите глем метъл хитове, като Jeepster, Get It On, Ride a White Swan, 20th Century Boy, Children of the Revolution, Hot Love, Telegram Sam и Metal Guru.
„Ти Рекс“ се разпада през 1977 година заради смъртта на Болан, който загива в автомобилна катастрофа.

## Дискография

### Тиранозавър Рекс
- My People Were Fair and Had Sky in Their Hair... But Now They're Content to Wear Stars on Their Brows (1968)
- Prophets, Seers and Sages – The Angels of the Ages (1968)
- Unicorn (1969)
- A Beard of Stars (1970)

### Ти Рекс
- T. Rex (1970)
- Electric Warrior (1971)
- The Slider (1972)
- Tanx (1973)
- Zinc Alloy and the Hidden Riders of Tomorrow – A Creamed Cage in August (1974)
- Bolan's Zip Gun (1975)
- Futuristic Dragon (1976)
- Dandy in the Underworld (1977)